# Hervé Kage
Hervé Kage, né le 10 avril 1989 à Kinshasa est un joueur de football international congolais. Il évolue au poste de milieu de terrain au Stade Everois RC.

## Carrière en club

### RSC Anderlecht (2006-2009)
Kage signe son premier contrat professionnel lors de la saison 2006-2007 avec le RSC Anderlecht. En 2007, il est prêté au RKC Waalwijk pendant 6 mois, où il joue quatre matchs. La saison suivante, il est de nouveau prêté par Anderlecht, au club de la Royale Union Saint-Gilloise. Il y joue 14 matchs et y marque le tout premier but de sa carrière professionnelle.

### Royal Charleroi SC (2009-2012)
En 2009, Hervé Kage est transféré au Royal Charleroi SC, sans avoir joué un seul match à Anderlecht. Il joue son premier match avec son nouveau club en août 2009, face au FC Bruges. Lors de la saison 2009-2010, il joue 23 matchs sans marquer un seul but. En 2011, il est prêté au Betar Jérusalem, où il ne joue que 6 matchs. En 2011-2012, il joue 29 matchs et marque 5 buts, son record en une seule saison.

### KAA La Gantoise (2013-2014)
En janvier 2013, il signe un contrat avec La Gantoise, qu'il rejoindra à partir de la saison prochaine. Dix jours plus tard, après avoir été écarté du noyau de l'équipe première, la direction de Charleroi accepte de le céder au club gantois immédiatement contre une compensation financière.

### KRC Genk (depuis 2014)
Hervé Kagé signe en juillet 2014 au KRC Genk un contrat de 3 ans assorti de 2 ans supplémentaires en option. Il quitte ainsi La Gantoise où il n'entrait pas dans les plans du nouvel entraineur, Hein Vanhaezebrouck.

## Carrière en sélection
Sa première sélection en équipe du Congo a eu lieu le 14 novembre 2012 face au Burkina Faso.
En janvier 2015, il est sélectionné pour disputer la Coupe d'Afrique des nations .

## Palmarès

### En sélection
- RD Congo
  - Coupe d'Afrique des nations :
    - Troisième : 2015.